# Sent Martin de Senhans
Sent Martin de Senhans (en francès Saint-Martin-de-Seignanx) és un municipi francès situat al departament de les Landes i a la regió de la Nova Aquitània.

## Demografia
| 1962                                       | 1968  | 1975  | 1982  | 1990  | 1999  | 2007  |
| ------------------------------------------ | ----- | ----- | ----- | ----- | ----- | ----- |
| 2.003                                      | 2.053 | 2.318 | 2.903 | 3.047 | 3.904 | 4.715 |
| Des de 1962: població sense dobles comptes |       |       |       |       |       |       |

## Administració
| Període | Identitat       | Partit |
| ------- | --------------- | ------ |
| 2001-   | Christine Dardy | PRG    |

## Agermanaments
- Oyón